# Dave Chappelle
David Khari Webber "Dave" Chappelle (Washington D. C., 24 de agosto de 1973) es un comediante, guionista, productor de televisión y cine, actor y artista estadounidense. Chappelle comenzó su carrera en el cine en la película Las locas locas aventuras de Robin Hood en 1993 y continuó interpretando pequeños papeles en películas como El Profesor chiflado, Con Air y De ladrón a policía. Su primer papel como protagonista en una película fue en Medio flipado en 1998. En 2003, quedó ampliamente conocido por su popular serie televisiva tipo comedia "sketch", Chappelle's Show, que duró hasta 2006. Comedy Central lo puso en el puesto 43.º de su lista de los 100 mejores humoristas.

## Biografía
Chappelle nació el 24 de agosto de 1973 en Washington D. C.. Creció en Silver Spring, Maryland, y asistió a la escuela primaria Woodlin. Sus padres eran políticamente activos, y entre los visitantes de la casa familiar se encontraban Pete Seeger y Johnny Hartman. Hartman predijo que Chappelle sería cómico y, por esa época, la inspiración cómica de Chappelle provenía de Eddie Murphy y Richard Pryor. Tras la separación de sus padres, Chappelle se quedó en Washington con su madre mientras pasaba los veranos con su padre en Ohio. En el instituto trabajó como acomodador en el Ford's Theatre. Asistió al Eastern High School de Washington D. C. durante un breve periodo de tiempo antes de trasladarse a la Duke Ellington School of the Arts, donde estudió artes escénicas y se graduó en 1991.

## Trayectoria
Su carrera como comediante stand-up comenzó a los 14 años de edad mientras efectuaba un circuito de comedias en Washington D. C. Después de graduarse de la escuela preparatoria, Chappelle se mudó a Nueva York para ejercer su carrera como comediante. Reunió el valor para actuar en el famoso Teatro Apollo en Harlem frente a la infame audiencia "Amateur Night". Tal actuación fue abucheada por el público. Chappelle ha descrito la experiencia como el momento que le concedió el coraje para continuar sus aspiraciones en el mundo del espectáculo. En 1992, fue aclamado por la crítica y el público por su aparición en el programa de televisión Def Comedy Jam de Russell Simmons en HBO. Fue su aparición en este programa lo que hizo que su popularidad empezara a aumentar de verdad, lo que le permitió convertirse en invitado habitual de programas de televisión nocturnos como Politically Incorrect, Late Show with David Letterman, The Howard Stern Show y Late Night with Conan O'Brien. Whoopi Goldberg le apodó "The Kid". A los 19 años debutó en el cine como "Ahchoo" en Robin Hood: Men in Tights, de Mel Brooks. También participó tres veces en Star Search, pero perdió frente al cómico competidor Lester Barrie; Chappelle bromeó más tarde sobre la posibilidad de tener más éxito que Barrie. Ese mismo año, le ofrecieron el papel de Benjamin Buford "Bubba" Blue en Forrest Gump. Le preocupaba que el personaje fuera degradante y que la película fuera un fracaso, por lo que rechazó el papel. Parodió la película en el cortometraje Bowl of Pork (1997), en el que un negro tonto es responsable de la paliza a Rodney King, los disturbios de Los Ángeles y la acusación de asesinato de O. J. Simpson. Chappelle interpretó otro papel secundario en una de las primeras películas de Doug Liman, Getting In (1994).
En 2000, Chappelle grabó su primer especial de una hora en HBO, Dave Chappelle: Killin' Them Softly, en Washington D. C.. También protagonizó junto a Norm Macdonald la película cómica de 2000 Screwed. Siguió con una aparición como "Conspiracy Brother" en la sátira racial de 2002 Undercover Brother.
En 2003, Chappelle estrenó su propio programa semanal de sketches cómicos en Comedy Central, llamado Chappelle's Show. El programa parodiaba muchos aspectos de la cultura estadounidense, como los estereotipos raciales, la política y la cultura pop. Además de sketches cómicos, el programa ofrecía actuaciones musicales de artistas de hip-hop y soul. También promocionó el trabajo de otros cómicos negros, sobre todo Paul Mooney y Charlie Murphy.

## Filmografía
- Las locas, locas aventuras de Robin Hood (1993)
- El Profesor chiflado (1996)
- Con Air (1997)
- Medio flipado (1998)
- Tienes un e-m@il (1998)
- Woo (1998)
- 200 cigarrillos (1999)
- De ladrón a policía (1999)
- Reventando (2000)
- El hermano encubierto (2002)
- Dave Chappelle's Block Party (2005)
- A Star Is Born (2018)